# Wybrzeże Księżniczki Ragnhildy
Wybrzeże Księżniczki Ragnhildy (ang. Princess Ragnhild Coast, norw. Prinsesse Ragnhild Kyst) – część wybrzeża Ziemi Królowej Maud w  Antarktydzie Wschodniej, między Wybrzeżem Księżniczki Astrid na zachodzie a Półwyspem Riiser-Larsena  i Wybrzeżem Księcia Haralda na wschodzie.

## Nazwa
Obszar został nazwany na cześć księżniczki norweskiej – Ragnhildy (1930–2012), siostry króla Norwegii Haralda V (ur. 1937) .

## Geografia
Część wybrzeża Ziemi Królowej Maud w Antarktydzie Wschodniej . Rozciąga się między Wybrzeżem Księżniczki Astrid na zachodzie (granicę stanowi południk 20°E) a Półwyspem Riiser-Larsena (34°E) i Wybrzeżem Księcia Haralda na wschodzie . Wzdłuż prawie całego wybrzeża (poza jego wschodnimi krańcami) rozciągają się lodowce szelfowe .
Ok. 230 km na zachód od Półwyspu Riiser-Larsena, na lodowcu szelfowym, zaobserwowano kolonię pingwinów cesarskich . Z uwagi na obecność kolonii obszar jest ostoją ptaków IBA . W 2009 roku liczebność kolonii szacowano na podstawie zdjęć satelitarnych na ok. 6870 ptaków . W 2012 roku przeprowadzono licznie – kolonia liczyła ok. 9 tys. osobników, w 2013 roku – ok. 15 tys., a w 2014 roku ok. 20 tys. ptaków . Inne gatunki ptaków obserwowane w kolonii to pingwin białooki i wydrzyk antarktyczny . W pobliżu kolonii zaobserwowano lamparty morskie .

## Historia
Wybrzeże zostało odkryte z powietrza 16 lutego 1931 roku i pobieżnie zmapowane podczas czwartej ekspedycji norweskiej przez kapitana Hjalmara Riiser-Larsena (1890–1965) i kapitana Nilsa Larsena (1900–1976) podczas lotów ze statku „Norvegia”. 